# Toxicodendron fulvum
Toxicodendron fulvum là một loài thực vật có hoa trong họ Đào lộn hột. Loài này được (Craib) C.Y. Wu & T.L. Ming miêu tả khoa học đầu tiên năm 1979.